# Waldo Salt
Waldo Salt (ur. 18 października 1914 w Chicago; zm. 7 marca 1987 w Los Angeles) – amerykański scenarzysta filmowy i telewizyjny. Dwukrotny zdobywca Oscara za najlepszy scenariusz.

## Życiorys
Urodził się w Chicago jako syn Winifred Porter i Williama Haslema Salta. Absolwent Uniwersytetu Stanforda z 1934. Tworzył scenariusze filmowe od 1937 - łącznie w ciągu całej kariery napisał lub współtworzył scenariusze do 19 filmów fabularnych i kilku seriali telewizyjnych. W latach 30. przyjaźnił się z popularnymi pisarzami Nathanielem Westem i Francisem Scottem Fitzgeraldem.
W 1938 wstąpił w szeregi Amerykańskiej Partii Komunistycznej. Jego kariera w Hollywood została po wojnie brutalnie przerwana, gdy trafił na czarną listę po tym, jak odmówił składania zeznań przed Komisją ds. Badania Działalności Antyamerykańskiej w 1951. Przez 15 kolejnych lat pisał scenariusze jedynie do reklam i seriali telewizyjnych, m.in. do kilku odcinków brytyjskiego serialu Przygody Robin Hooda (1955). Tworzył także w tym czasie scenariusze filmowe, ale pod pseudonimem i trzymając się na uboczu branży filmowej.
Po zakończeniu prześladowań i udanym powrocie do pracy w Hollywood, został dwukrotnym laureatem Oscara: za scenariusz adaptowany do filmu Nocny kowboj (1969) Johna Schlesingera i za scenariusz oryginalny do filmu Powrót do domu (1978) Hala Ashby'ego. Był również nominowany do Oscara za scenariusz do filmu Serpico (1973) Sidneya Lumeta. Za scenariusz do Nocnego kowboja Salt zdobył także nagrodę BAFTA.
Już po swojej śmierci scenarzysta stał się bohaterem nominowanego do Oscara filmu dokumentalnego Waldo Salt: A Screenwriter's Journey (1990). Film składał się z wywiadów ze współpracownikami i przyjaciółmi Salta - wystąpili w nim m.in. Dustin Hoffman, Robert Redford, Jon Voight i John Schlesinger.
Od 1992 jury konkursu filmów fabularnych na Sundance Film Festival przyznaje wybranemu filmowi nagrodę za najlepszy scenariusz jego imienia (Waldo Salt Screenwriting Award).

## Filmografia

### scenarzysta
- 1937: Dama na dwa tygodnie (The Bride Wore Red)
- 1938: Listy z frontu (The Shopworn Angel)
- 1939: Przygody Huckleberry Finna (The Adventures of Huckleberry Finn)
- 1940: Filadelfijska opowieść (The Philadelphia Story)
- 1941: The Wild Man of Borneo
- 1943: Tonight We Raid Calais
- 1944: Mr. Winkle Goes to War
- 1948: Rachel and the Stranger
- 1950: Płomień i strzała (The Flame and the Arrow)
- 1951: Morderca (M)
- 1961: Blast of Silence
- 1962: Taras Bulba
- 1964: Lot z Ashiyi (Flight from Ashiya)
- 1964: Dzikie i wspaniałe (Wild and Wonderful)
- 1969: Nocny kowboj (Midnight Cowboy)
- 1971: Gang, który nie umiał strzelać (The Gang That Couldn't Shoot Straight)
- 1973: Serpico
- 1975: Dzień szarańczy (The Day of the Locust)
- 1978: Powrót do domu (Coming Home)[6][7]